# Jon Huertas
Jon Huertas, pseudonimo di Jon William Hofstedt (New York, 23 ottobre 1969), è un attore statunitense.
È conosciuto soprattutto nei ruoli del sergente Antonio Espera nella miniserie televisiva Generation Kill, e del detective della omicidi Javier Esposito nella serie televisiva Castle.

## Biografia
Prima d'intraprendere la carriera attoriale, nel 1987 Huertas entra nelle forze armate statunitensi dove rimane per i successivi otto anni, servendo nell'unità Pararescue nonché come tecnico di armi nucleari; prende inoltre parte, a cavallo degli anni 1980 e 1990, all'invasione di Panamá e alla prima guerra del Golfo.
Il 4 maggio 2014 sposa a Tulum, in Messico, la fidanzata Nicole.

### Carriera
La sua prima apparizione è stata nel film TV At Home with the Webbers nel 1993. Nel 1998 guadagna l'attenzione del pubblico nel ruolo di Antonio nella serie televisiva Moesha. L'anno dopo appare nelle serie televisive Undressed nel ruolo di Evan, e in Sabrina, vita da strega nel ruolo di Brad Alcerro, che gli vale una candidatura agli ALMA Award.
Dal 2002 al 2008 partecipa a numerose serie, tra cui NYPD - New York Police Department, The Shield, Senza traccia, CSI - Scena del crimine, Cold Case - Delitti irrisolti e Prison Break. Dal 2009 al 2016 è del cast della serie televisiva Castle, dove interpreta il detective della omicidi Javier Esposito; per questo ruolo, nel 2012 riceve il premio per la miglior performance in un episodio ai PRISM Awards.
Intanto nel 2011 debutta in campo musicale, con un singolo chiamato Sex Is the Word.

## Filmografia

### Cinema
- Decisione critica (Executive Decision), regia di Stuart Baird (1996)
- Stealth Fighter, regia di Jim Wynorski (1999)
- Ho solo fatto a pezzi mia moglie (Picking Up the Pieces), regia di Alfonso Arau (2000)
- Right at Your Door, regia di Chris Gorak (2006)
- Lone, regia di Jon Huertas – cortometraggio (2011)
- Stash House, regia di Eduardo Rodríguez (2012)

### Televisione
- At Home with the Webbers, regia di Brad Marlowe – film TV (1993)
- Beverly Hills 90210 (Beverly Hills, 90210) – serie TV, episodio 6x03 (1995)
- JAG - Avvocati in divisa (JAG ) – serie TV, 2 episodi (1997)
- Moesha – serie TV, 8 episodi (1998-1999)
- Undressed – serie TV, 6 episodi (1999)
- Cenerentola a New York (Time of Your Life) – serie TV, episodio 1x03 (1999)
- Sabrina, vita da strega (Sabrina, the Teenage Witch) – serie TV, 12 episodi (1999-2000)
- NYPD - New York Police Department (NYPD Blue) – serie TV, episodio 9x18 (2002)
- The Shield – serie TV, 2 episodi (2002-2003)
- The Division – serie TV, episodio 1x01 (2004)
- Senza traccia (Without a Trace) – serie TV, episodio 3x14 (2005)
- Crossing Jordan - serie TV, episodio 4x09 (2005)
- CSI - Scena del crimine (CSI: Crime Scene Investigation) – serie TV, episodio 5x21 (2005)
- Cold Case - Delitti irrisolti (Cold Case) – serie TV, episodio 3x06 (2005)
- Invasion – serie TV, episodio 1x21 (2006)
- Prison Break – serie TV, episodio 2x22 (2007)
- Generation Kill – miniserie TV, 7 episodi (2008)
- Terminator: The Sarah Connor Chronicles – serie TV, episodio 2x04 (2008)
- NCIS - Unità anticrimine (NCIS) – serie TV, episodio 6x05 (2008)
- Dark Blue – serie TV, episodio 1x07 (2009)
- Castle – serie TV, 173 episodi (2009-2016)
- This Is Us – serie TV (2016-2022)
- Elementary – serie TV, episodi 5x02-5x24 (2016-2017)
- The Rookie – serie TV, episodio 2x03 (2019)

## Regista
- Lone, regia di Jon Huertas – cortometraggio (2011)

## Produttore
- Green Diggity Dog (2001)
- The Insatiable (2007)
- After-School Special – cortometraggio (2007)
- Lone – cortometraggio (2011)
- Stupid Hype – film TV (2012)

## Doppiatore
- Halo: Reach – videogioco (2010)

## Discografia
- 2011 - Sex Is the Word

## Doppiatori italiani
Nelle versioni in italiano delle opere in cui ha recitato, Jon Huertas è stato doppiato da:
- Roberto Certomà in NCIS - Unità anticrimine, Castle, This Is Us, The Rookie
- Edoardo Nordio in The Shield
- Alessandro Quarta in CSI - Scena del crimine
- Paolo Vivio in Cold Case - Delitti irrisolti
- David Chevalier in Sabrina, vita da strega
- Marco Baroni in Right at Your Door
- Francesco Bulckaen in Generation Kill
- Stefano Alessandroni in Elementary